# دانی بنیتز
دانی بنیتز (انگلیسی: Dani Benítez؛ زادهٔ ۷ آوریل ۱۹۸۷) بازیکن فوتبال اهل اسپانیا است.
از باشگاه‌هایی که در آن بازی کرده‌است می‌توان به باشگاه ورزشی رئال مایورکا، باشگاه فوتبال اودینزه، باشگاه فوتبال آلکورکون، باشگاه فوتبال الچه، و باشگاه فوتبال گرانادا اشاره کرد.